# TBSスパークル
株式会社TBSスパークル（ティービーエス スパークル、英: TBS SPARKLE, Inc.）は、放送番組およびコンテンツ制作などを行う総合制作プロダクション。TBSテレビと同じくTBSホールディングス（以下「TBSHD」）の連結子会社で、TBSグループの中核会社。2025年3月まではフリーアナウンサーのマネジメント業務も行っていた。

## 概要
TBSグループは「グループ中期経営計画2020」で、「ブランド力アップによるリクルーティング競争力の向上」「規模拡大及び人事体系一本化によるキャリアパスや人材流動性の向上」「既存領域に囚われず新たな挑戦をするための体制作り」などを掲げる。
TBSHDはグループ再編の一環として、2018年5月10日にテレビ番組制作やコンテンツ制作等を手がける新会社として株式会社TBSコンテンツ・プロダクトを設立することを発表し、6月29日に設立した。
2018年11月15日に商号を株式会社TBSスパークルへ変更するとともに、株式会社TBSビジョン、株式会社ドリマックス・テレビジョン、株式会社キャスト・プラスなど11社を2019年1月1日付で吸収合併することを発表し、グループ各社に分散する番組制作およびコンテンツ制作機能、タレント・フリーアナウンサーのマネジメント機能をTBSスパークルに集約した。
社名の「スパークル」は、漢字の「閃」に拠る。ブランドシンボルは毛筆体「閃」の下に欧文「TBS SPARKLE」を配する。TBS系列以外で放送される番組で「TBS」を省いたスパークルの名称と「閃 SPARKLE」としたロゴを用いる事例が見られる。

## 沿革
- 2018年
  - 6月29日- 株式会社TBSコンテンツ・プロダクトとして設立。
  - 11月15日- 商号を株式会社TBSスパークルに変更。
- 2019年1月1日- 株式会社TBSビジョン・株式会社ドリマックス・テレビジョン・株式会社エフエフ東放・株式会社キャスト・プラス・株式会社ビューキャスト・株式会社ジャスク・株式会社ジャパンエディターズユニオン・株式会社ジョブエックス・株式会社チャンネルプラス・株式会社東放スタックス・株式会社ビジョンプラスの11社を吸収合併。
- 2020年（令和2年）4月1日 - 開局70周年を控え、TBSのグループ会社で用いるコーポレートロゴを一新[7]。それに伴い、企業ロゴが新ロゴをベースとする青色の「TBS SPARKLE」ロゴに変更。「K」の右上部先端が尖っているのは先代ロゴと同じ。
- 2025年（令和7年）3月31日 - 「SPARKLEキャスター室」を終了、マネジメント事業から撤退。

## 役員
2025年6月19日付
- 代表取締役社長

石丸彰彦（前TBSホールディングス 財務戦略本部グループ経営企画局長兼非常勤取締役）
- 専務取締役

鴨下潔（経営戦略担当、前執行役員→ニュース情報本部副部長→ニュース情報本部長・デジタルクリエーションラボ室担当→上席執行役員兼ニュース情報本部長）
- 常務取締役

岡野保（ニュース本部、スポーツ本部、クリエイティブ本部担当、前ニュース情報本部長→取締役兼コーポレート本部長・ブランディング企画室担当→現業統括）
加藤富士（CFO、人事労政本部、経営管理本部担当、前一般統括）
- 取締役

高橋智大（情報コンテンツ制作本部、エンタテインメント本部、メディアビジネス本部担当、前エンタテインメント本部、スポーツ・ビジネス戦略本部担当）
田澤保之（法務・コンプライアンスセンター担当、前執行役員兼務→法務・コンプライアンス統括室長）
竹内明（非常勤、TBSホールディングス 執行役員）
- 監査役

西岡武嗣
藤原哲（非常勤、TBSホールディングス 常勤監査役）
- 上席執行役員

武石浩明（ニュース本部長、前取締役兼ニュース情報本部、クリエイティブテック本部担当）
野澤玲二（クリエイティブテック本部長、前コンプライアンス統括室担当→コーポレート本部長）
加藤章一（エンタテインメント本部長）
深澤彩（メディアビジネス本部長、前執行役員兼コーポレート本部副本部長人事部長→コミュニケーションビジネス本部長→コーポレート本部長）
- 執行役員

青柳朋子（情報コンテンツ本部長、前ニュース情報本部クロスメディアセンター長・グローバル戦略室長）
島川和佳（人事労政本部長、前コーポレート本部人事労政部長）
田島崇人（経営管理本部長、前管理会計担当）
坂井厚弘（スポーツ本部長）
- 特任執行役員

山口伸一郎（前グローバル戦略室担当→執行役員兼エンタテインメント本部副本部長、企画開発室長）
- エグゼクティブクリエイター職

平野隆
塚原あゆ子
新井順子（エンタテインメント本部ドラマ映画部長）

### 元役員
- 取締役会長

武田信二
- 代表取締役社長

阿部龍二郎（ - 2020年6月30日、現:TBSテレビ取締役）
高橋啓志（前専務取締役→）
- 専務取締役

神谷哲史（元エフエフ東放代表取締役社長）
- 常務取締役

竹井美智子（元エフエフ東放常務取締役）
富田茂（元ビジョンプラス代表取締役→TBSスパークル取締役）
- 取締役

佐藤夏実（前:TBS HD法務・コンプライアンス統括室長、現:TBSアクト）
安田淳（前:TBSテレビコンテンツ制作局長、現:TBSアクト代表取締役社長）
守屋慎司（現:TBSサンワーク取締役執行役員）
那須田淳（現:TBSテレビコンテンツ制作局エキスパート職 役員待遇）
徳井邦夫（TBS HDグループ事業戦略担当、前常務取締役）
鈴木一正（マネジメント本部長、元エフエフ東放取締役→TBSスパークル執行役員）
内野浩志（スポーツアスリート本部長）
荒井光明（エンタテインメント本部付）
近藤誠（コミュニケーションビジネス本部長）
竹下達郎（非常勤）
三島圭太（エンタテインメント本部統括・企画開発室担当、元TBSテレビ編成局編成部企画総括→TBSスパークルエンタテインメント本部長・企画開発室担当）
八代田俊平（スポーツ・ビジネス戦略本部長、前スポーツアスリート本部長、現:TBSテレビ）
- 監査役

市川哲也（非常勤）
- 執行役員

渡辺香
西崎裕文
船木俊輔（元エフエフ東放取締役）
若泉光弘（コンプライアンス室担当、前:執行役員兼ニュース情報本部副本部長、元エフエフ東放取締役）
岩原貞雄
酒井聖博
菅谷敬（コミュニケーションビジネス本部副本部長）
熊谷春彦（コーポレート本部人事部付）
神田和則
山田誠（コーポレート本部付）
- エグゼクティブクリエイター職

磯山晶（現:Netflix）
- 上席プロフェショナル職

守川雄一郎

## ニュース情報本部
TBSテレビ系列およびJNN（地上波）とBS-TBS（BS放送）とTBS NEWS（CS放送）の報道・ニュース・情報・天気番組など制作・撮影・編集を用いて事業を行っている。
NHKの技術会社NHKテクノロジーズに撮影・音声を派遣している。
凡例
合併前の制作会社
T：TBSビジョン
F：エフエフ東放
V：ビューキャスト
X：ジョブエックス
特に記述がない場合はTBSテレビで放送。

### WEBコンテンツ

#### ニュース配信
レギュラー番組
- GREATEST HINTS（NewsPicks）
- Nosh 芸能ニュース（C Channel）

## エンタテインメント本部
TBS系列（地上波）・BS-TBS（BS放送）とNHK・民放他各局のバラエティ番組・テレビドラマ・ドキュメンタリーや映画・アニメなどの制作を用いて事業を行っている。
凡例
- 合併前の制作会社

T：TBSビジョン
D：ドリマックス
F：エフエフ東放
V：ビューキャスト
X：ジョブエックス
●：スタッフ協力の番組
特に記述がない場合はTBSテレビで放送。

## スポーツアスリート本部
TBS系列（地上波）とBS-TBS（BS放送）とTBSチャンネル（CS放送）のスポーツ番組全般など制作を用いて事業を行っている。
凡例
合併前の制作会社
D：ドリマックス
V：ビューキャスト
特に記述がない場合はTBSテレビで放送。

## コミュニケーションビジネス本部

### キャスター室
2025年3月末をもって終了、廃止された。

### テレビ番組
スペシャルドラマ
- 捨て猫に拾われた男（NHK BSプレミアム 2019年2月23日）

### WEBコンテンツ

#### ドラマ配信
連続ドラマ
- MAGI-天正遣欧少年使節-（2019年1月- 、※合併前のTBSビジョンとして制作名義）